# Zealaranea prina
Zealaranea prina là một loài nhện trong họ Araneidae.
Loài này thuộc chi Zealaranea. Zealaranea prina được miêu tả năm 1988 bởi Court & Raymond Robert Forster.